# Strangeland Tour
El Strangeland Tour fue la quinta gira de la banda británica Keane, lanzado para promocionar la salida de su cuarto álbum de estudio, Strangeland.
La gira inició el  9 de marzo de 2012 con dos conciertos en De La Warr Pavilion en Bexill-On-Sea, East Sussex (Reino Unido), donde se dieron a conocer gran parte de las nuevas canciones del álbum que salió el 7 de mayo de 2012.
Es la gira más larga que Keane ha realizado hasta el momento, solo seguido de cerca por el Hopes and Fears Tour (2004-2005).

## Keane
- Tom Chaplin - voz principal, guitarra eléctrica, guitarra acústica, piano.
- Tim Rice-Oxley - piano, sintetizadores, coros.
- Richard Hughes - batería, percusión, sintetizador ("You Haven't Told Me Anything"), coros.
- Jesse Quin - bajo, sintetizadores, guitarra eléctrica, guitarra acústica, percusión, coros.

## Fechas del Tour[1]
| Fecha                    | Ciudad             | País                   | Lugar                            |
| ------------------------ | ------------------ | ---------------------- | -------------------------------- |
| Europa                   |                    |                        |                                  |
| 9 de marzo de 2012       | Bexhill-On-Sea     | Reino Unido            | De La Warr Pavilion              |
| 10 de marzo de 2012      | Bexhill-On-Sea     | Reino Unido            | De La Warr Pavilion              |
| América del Norte        |                    |                        |                                  |
| 15 de marzo de 2012      | Austin             | Estados Unidos         | SXSW Festival                    |
| 16 de marzo de 2012      | Austin             | Estados Unidos         | SXSW Festival                    |
| 17 de marzo de 2012      | Austin             | Estados Unidos         | SXSW Festival                    |
| Europa                   |                    |                        |                                  |
| 4 de abril de 2012       | Moscú              | Rusia                  | Arena Moscow                     |
| 6 de abril de 2012       | San Petersburgo    | Rusia                  | Yubileniey Arena                 |
| 21 de abril de 2012      | Londres            | Reino Unido            | Rough Trade East                 |
| 15 de mayo de 2012       | París              | Francia                | Casino de París                  |
| 23 de mayo de 2012       | Newcastle          | Reino Unido            | O2 Academy                       |
| 24 de mayo de 2012       | Glasgow            | Reino Unido            | O2 Academy                       |
| 25 de mayo de 2012       | Birmingham         | Reino Unido            | O2 Academy                       |
| 27 de mayo de 2012       | Landgraaf          | Países Bajos           | Pinkpop Festival                 |
| 29 de mayo de 2012       | Leeds              | Reino Unido            | O2 Academy                       |
| 30 de mayo de 2012       | Mánchester         | Reino Unido            | O2 Apollo                        |
| 1 de junio de 2012       | Núremberg          | Alemania               | Rock Im Park                     |
| 2 de junio de 2012       | Nürburgring        | Alemania               | Rock am Ring                     |
| 4 de junio de 2012       | Folkestone         | Reino Unido            | Leas Cliff Hall                  |
| 5 de junio de 2012       | Bristol            | Reino Unido            | O2 Academy                       |
| 6 de junio de 2012       | Leicester          | Reino Unido            | De Montfort Hall                 |
| 8 de junio de 2012       | Londres            | Reino Unido            | O2 Academy                       |
| 9 de junio de 2012       | Londres            | Reino Unido            | O2 Academy                       |
| América del Norte        |                    |                        |                                  |
| 12 de junio de 2012      | Boston             | Estados Unidos         | House of Blues                   |
| 14 de junio de 2012      | North Bethesda     | Estados Unidos         | Music Center At Strathmore       |
| 15 de junio de 2012      | Nueva York         | Estados Unidos         | Beacon Theatre                   |
| 16 de junio de 2012      | Filadelfia         | Estados Unidos         | Merriam Theater                  |
| 18 de junio de 2012      | Montreal           | Canadá                 | Olympia de Montreal              |
| 18 de junio de 2012      | Toronto            | Canadá                 | The Sound Academy                |
| 21 de junio de 2012      | Nashville          | Estados Unidos         | Marathon Music Works             |
| 22 de junio de 2012      | Chicago            | Estados Unidos         | Vic Theatre                      |
| 23 de junio de 2012      | Milwaukee          | Estados Unidos         | Pabst Theater                    |
| 25 de junio de 2012      | Denver             | Estados Unidos         | Paramount Theatre                |
| 26 de junio de 2012      | Salt Lake City     | Estados Unidos         | The Gallivan Center              |
| 29 de junio de 2012      | Los Ángeles        | Estados Unidos         | Orpheum Theatre                  |
| 30 de junio de 2012      | Oakland            | Estados Unidos         | Fox Oakland Theatre              |
| Europa                   |                    |                        |                                  |
| 6 de julio de 2012       | Hastings           | Reino Unido            | Hastings Beer and Music Festival |
| 8 de julio de 2012       | Kinross            | Reino Unido            | T In The Park                    |
| 14 de julio de 2012      | Bilbao             | España                 | Bilbao BBK Live                  |
| 16 de julio de 2012      | Cascais            | Portugal               | Cascais Festival                 |
| 18 de julio de 2012      | Helsinki           | Finlandia              | Circus                           |
| 20 de julio de 2012      | Salacgrīva         | Letonia                | Positivus Festival               |
| 17 de agosto de 2012     | Hasselt            | Bélgica                | Pukkelpop Festival               |
| 18 de agosto de 2012     | Chelmsford         | Reino Unido            | V Festival                       |
| 19 de agosto de 2012     | Stafford           | Reino Unido            | V Festival                       |
| América del Sur          |                    |                        |                                  |
| 23 de agosto de 2012     | Asunción           | Paraguay               | Jockey Club                      |
| 25 de agosto de 2012     | Río de Janeiro     | Brasil                 | HSBC Arena                       |
| 26 de agosto de 2012     | São Paulo          | Brasil                 | Anhembi Arena                    |
| América del Norte        |                    |                        |                                  |
| 29 de agosto de 2012     | Monterrey          | México                 | Arena Monterrey                  |
| 30 de agosto de 2012     | Ciudad de México   | México                 | Arena Ciudad de México           |
| 1 de septiembre de 2012  | Seattle            | Estados Unidos         | Seattle Center                   |
| 3 de septiembre de 2012  | Vancouver          | Canadá                 | The Centre For Performing Arts   |
| Asia                     |                    |                        |                                  |
| 22 de septiembre de 2012 | Taipéi             | Taiwán                 | Taipei Show Hall 2               |
| 24 de septiembre de 2012 | Seúl               | Corea del Sur          | Handball Stadium                 |
| 26 de septiembre de 2012 | Tokio              | Japón                  | Shibuya-Ax                       |
| 28 de septiembre de 2012 | Yakarta            | Indonesia              | Tennis Indoor Senayan            |
| 30 de septiembre de 2012 | Singapur           | Singapur               | Max Expo                         |
| 2 de octubre de 2012     | Manila             | Filipinas              | Mall of Asia Arena               |
| 4 de octubre de 2012     | Bangkok            | Tailandia              | Moonstar Studios                 |
| 13 de octubre de 2012    | Beirut             | Líbano                 | Forum de Beirut                  |
| Europa                   |                    |                        |                                  |
| 15 de octubre de 2012    | Offenbach          | Alemania               | Capitol                          |
| 16 de octubre de 2012    | Ámsterdam          | Países Bajos           | Heineken Music Hall              |
| 17 de octubre de 2012    | París              | Francia                | Olympia                          |
| 19 de octubre de 2012    | Madrid             | España                 | Palacio Vistalegre               |
| 20 de octubre de 2012    | Lisboa             | Portugal               | Campo Pequeno                    |
| 21 de octubre de 2012    | Oporto             | Portugal               | Porto Coliseum                   |
| 23 de octubre de 2012    | Pamplona           | España                 | Teatro Baluarte                  |
| 24 de octubre de 2012    | Barcelona          | España                 | Sala Razzmatazz                  |
| 26 de octubre de 2012    | Bolonia            | Italia                 | Estragon Club                    |
| 27 de octubre de 2012    | Zúrich             | Suiza                  | Hallenstadion                    |
| 29 de octubre de 2012    | Liubliana          | Eslovenia              | Hala Tivoli                      |
| 30 de octubre de 2012    | Budapest           | Hungría                | Petofi Hall                      |
| 31 de octubre de 2012    | Viena              | Austria                | Gasometer                        |
| 1 de noviembre de 2012   | Praga              | República Checa        | Lucerna Music Hall               |
| 3 de noviembre de 2012   | Berlín             | Alemania               | Tempodrom                        |
| 10 de noviembre de 2012  | Hamburgo           | Alemania               | Docks                            |
| 12 de noviembre de 2012  | Estocolmo          | Suecia                 | Munchenbryggeriet                |
| 13 de noviembre de 2012  | Oslo               | Noruega                | Sentrum Scene                    |
| 14 de noviembre de 2012  | Copenhague         | Dinamarca              | The Grey Hall                    |
| 16 de noviembre de 2012  | Ettelbruck         | Luxemburgo             | Deichhal                         |
| 17 de noviembre de 2012  | Bruselas           | Bélgica                | Cirque Royale                    |
| 19 de noviembre de 2012  | Edimburgo          | Reino Unido            | Usher Hall                       |
| 21 de noviembre de 2012  | Dublín             | Irlanda                | Olympia Theatre                  |
| 22 de noviembre de 2012  | Belfast            | Reino Unido            | Waterfront Hall Auditorium       |
| 28 de noviembre de 2012  | Nottingham         | Reino Unido            | Capital FM Arena                 |
| 29 de noviembre de 2012  | Mánchester         | Reino Unido            | Manchester Arena                 |
| 30 de noviembre de 2012  | Londres            | Reino Unido            | The O2 Arena                     |
| 2 de diciembre de 2012   | Brighton           | Reino Unido            | Brighton Centre                  |
| 3 de diciembre de 2012   | Margate            | Reino Unido            | Winter Gardens                   |
| 4 de diciembre de 2012   | Bournemouth        | Reino Unido            | International Centre             |
| América del Norte        |                    |                        |                                  |
| 8 de enero de 2013       | Portland           | Estados Unidos         | Crystall Ballroom                |
| 9 de enero de 2013       | Bosie              | Estados Unidos         | Knitting Factory                 |
| 11 de enero de 2013      | San Francisco      | Estados Unidos         | Warfield                         |
| 12 de enero de 2013      | Los Ángeles        | Estados Unidos         | Pantages                         |
| 13 de enero de 2013      | San Diego          | Estados Unidos         | House Of Blues                   |
| 16 de enero de 2013      | Houston            | Estados Unidos         | House Of Blues                   |
| 17 de enero de 2013      | Austin             | Estados Unidos         | ACL Live                         |
| 18 de enero de 2013      | Dallas             | Estados Unidos         | House Of Blues                   |
| 20 de enero de 2013      | Kansas City        | Estados Unidos         | Midland Theater                  |
| 21 de enero de 2013      | Minneapolis        | Estados Unidos         | First Avenue                     |
| 23 de enero de 2013      | Nashville          | Estados Unidos         | Ryman                            |
| 24 de enero de 2013      | Atlanta            | Estados Unidos         | Tabernacle                       |
| 26 de enero de 2013      | Columbus           | Estados Unidos         | Newport Music Hall               |
| 27 de enero de 2013      | Detroit            | Estados Unidos         | Royal Oak                        |
| 29 de enero de 2013      | Burlington         | Estados Unidos         | Flynn Theater                    |
| 30 de enero de 2013      | Portland           | Estados Unidos         | State Theater                    |
| 31 de enero de 2013      | Nueva York         | Estados Unidos         | Radio City Music Hall            |
| América del Sur          |                    |                        |                                  |
| 3 de abril de 2013       | Sao Paulo          | Brasil                 | Credicard Hall                   |
| 5 de abril de 2013       | Lima               | Perú                   | Parque de la Exposición          |
| 7 de abril de 2013       | Santiago           | Chile                  | Lollapaloza Festival             |
| 8 de abril de 2013       | Santiago           | Chile                  | Teatro La Cúpula                 |
| 11 de abril de 2013      | Buenos Aires       | Argentina              | Estadio Luna Park                |
| 12 de abril de 2013      | Buenos Aires       | Argentina              | Estadio Luna Park                |
| Asia                     |                    |                        |                                  |
| 10 de mayo de 2013       | Dubái              | Emiratos Árabes Unidos | Sandace                          |
| Europa                   |                    |                        |                                  |
| 13 de junio de 2013      | Oslo               | Noruega                | Norwegian Wood Festival          |
| 14 de junio de 2013      | Aarhus             | Dinamarca              | Northside Festival               |
| 15 de junio de 2013      | Broek op Langedijk | Países Bajos           | Indian Summer Festival           |
| 6 de julio de 2013       | Oxfordshire        | Reino Unido            | Cornbury Festival                |
| 13 de julio de 2013      | Werchter           | Bélgica                | TW Classic Festival              |
| 2 de agosto de 2013      | Santander          | España                 | Santander Music Festival         |
| 3 de agosto de 2013      | Cantanhede         | Portugal               | Expofacic Festival               |
| 5 de agosto de 2013      | Gerona             | España                 | Cap Roig Festival                |
| 9 de agosto de 2013      | Newmarket          | Reino Unido            | Newmarket Racecourse             |
| 11 de agosto de 2013     | Portimao           | Portugal               | AIA Summer Party                 |
| 24 de agosto de 2013     | Hampshire          | Reino Unido            | CarFest South festival           |
| 25 de agosto de 2013     | Londres            | Reino Unido            | Kenwood House                    |

Fechas Canceladas
| 8 de diciembre de 2012 | Miami, Estados Unidos | UR1 Festival      |  |
| 20 de junio de 2013    | Estambul, Turquía     | One Love Festival |  |